# Чайчине
Ча́йчине (до 2025 — Чайкине) — село в Україні, у Дар'ївській сільській громаді Херсонського району Херсонської області. Населення становить 586 осіб.

## Історія
05 червня 2025 року відповідно до Постанови Верховної Ради України № 4483-IX село Чайкине було перейменовано на село Чайчине. Постанова набула чинності 18 червня 2025 року.

## Населення

### Мовний склад
Рідна мова населення за даними перепису 2001 року:
| Мова       | Чисельність, осіб | Доля     |
| ---------- | ----------------- | -------- |
| Українська | 549               | 93,69 %  |
| Російська  | 22                | 3,75 %   |
| Молдовська | 14                | 2,39 %   |
| Інше       | 1                 | 0,17 %   |
| Разом      | 586               | 100,00 % |